# Венера Мілоська із шухлядами
«Венера Мілоська із шухлядами» — скульптура іспанського художника Сальвадора Далі, створена в 1936 році. Знаходиться в приватній колекції.

## Інформація про скульптуру
Найзнаменитіша із вигадок Далі. Шухляди завжди зображалися ним відкритими. Вони позначали обшук, що проводився незумистно. Тут у Далі явно якийсь стійкий спогад, корені якого залишилися невідомими. Далі намітив, де мали бути шухляди, а Марсель Дюшан, до якого Далі ставився з величезною повагою, зробив форму для відливання. З цієї ж форми у 1964 році була зроблена серія нових відливок. Зараз Венера знаходиться в музеї Сальвадора Далі у Флориді. Музей Сальвадора Далі — єдиний музей в США, що присвячений одному художнику..